# Никольск (Алтайский край)
Никольск — село в Змеиногорском районе Алтайского края России. Являлось административным центром Никольского сельсовета. С 2019 года в составе Кузьминского сельсовета.

## География
Село находится в южной части Алтайского края, в пределах Предалтайской равнины, на левом берегу реки Большая Никольская (приток Тушканихи), на расстоянии примерно 27 километров (по прямой) к северо-западу от города Змеиногорск, административного центра района. Абсолютная высота — 320 метров над уровнем моря.

Климат умеренный, континентальный. Средняя температура января составляет −15,1 °C, июля — +19,2 °C. Годовое количество атмосферных осадков — 650 мм.

## История
Никольск был основан в 1922 году.
В 1926 году в посёлке Никольский имелось 96 хозяйств и проживало 592 человека (269 мужчин и 323 женщины). В административном отношении Никольский являлся центром сельсовета Змеиногорского района Рубцовского округа Сибирского края.

## Население
| 1926 | 1997 | 1998 | 1999 | 2000 | 2001 | 2002 |
| ---- | ---- | ---- | ---- | ---- | ---- | ---- |
| 592  | ↘582 | ↘532 | ↗549 | ↘543 | ↘516 | ↗530 |
| 2003 | 2004 | 2005 | 2006 | 2007 | 2008 | 2009 |
| ↘506 | ↗513 | ↘484 | ↘445 | ↘430 | ↘412 | ↘331 |
| 2010 | 2011 | 2012 | 2013 |      |      |      |
| ↗337 | ↘331 | ↘312 | ↘280 |      |      |      |

Согласно результатам переписи 2002 года, в национальной структуре населения русские составляли 93 %.

## Инфраструктура
В селе функционируют средняя общеобразовательная школа, фельдшерско-акушерский пункт (филиал КГБУЗ «Центральная районная больница г. Змеиногорска»), дом культуры, библиотека и отделение Почты России.

## Улицы
Уличная сеть села состоит из семи улиц.